# Procolophonidae
De Procolophonidae zijn een familie van uitgestorven reptielen. Deze dieren waren van het Laat-Perm tot het eind van het Trias wereldwijd verspreid.
De klade werd in 1995 door Laurin gedefinieerd als de laatste gemeenschappelijke voorouder van Anomoiodon, Burtensia, Candelaria, Contritosaurus, Eumetabolodon, Hypsognathus, Kapes, Koiloskiosaurus, Leptopleuron, Maacrophon, Microphon, Microthelodon, Myocephalus, Myognathus, Neoprocolophon, Orenburgia, Paoteodon, Procolophon en Ihelegnathus; en al zijn afstammelingen.

## Kenmerken
De vroege Procolophonidae hadden een dun schedeldak en talrijke kleine, naaldvormige tanden. De latere grotere vormen, vanaf ongeveer het Midden-Trias, hadden een heel ander gebit. Afgaande op de brede tanden bij de wangen, werd verondersteld dat deze dieren herbivoren waren, maar dit bleek een misvatting. Op de schedel bevonden zich aan beide zijden benige stekels, waarschijnlijk ter bescherming. Dankzij de zijdelings afstaande poten hadden deze dieren de mogelijkheid om te kruipen. De verbrede voeten waren gebouwd om te graven.

## Leefwijze
Het waren kleine, lichtgebouwde en snelle dieren, wier voeding bestond uit insecten en diverse soorten ongewervelden.

## Indeling
- † Acadiella Sues & Baird, 1998
- † Coletta Gow, 2000
- † Colognathus Case, 1928
- † Contritosaurus Ivakhnenko, 1974
- † Estheriophagus Novozhilov, 1948
- † Gomphiosauridion Sues & Olsen, 1993
- † Haligonia Sues & Baird, 1998
- † Kitchingnathus Cisneros, 2008
- † Myognathus
- † Phaanthosaurus Chudinov & Vjushkov, 1956
- † Pintosaurus Piñeiro, Rojas & Ubilla, 2004
- † Sauropareion Modesto, Sues & Damiani, 2001
- † Tichvinskia Chudinov & Vjushkov, 1956

Onderfamilie Theledectinae Cisneros, 2008
- † Eumetabolodon Li, 1983
- † Theledectes Modesto & Damiani, 2003

Onderfamilie Leptopleuroninae Ivakhnenko, 1979
- † Macrophon Ivakhnenko, 1975
- † Neoprocolophon Young, 1957
- † Pentaedrusaurus Li, 1989
- † Phaanthosaurus Chudinov & Vjushkov, 1956
- † Procolophonichnium Nopcsa, 1923
- † Sclerosaurus Von Meyer, 1857
- † Scoloparia Sues & Baird, 1998

Onderfamilie Procolophoninae Lydekker, 1890
- † Anomoiodon Von Huene, 1939
- † Eumetabolodon Li, 1983
- † Kapes Ivakhnenko, 1975
- † Procolophon Owen, 1876
- † Procolophonoides Ivakhnenko, 1979
- † Sauropareion Modesto et al., 2001
- † Teratophon Modesto & Damiani, 2003
- † Thelephon Modesto & Damiani, 2003
- † Thelerpeton Modesto & Damiani, 2003
- † Timanophon Novikov, 1991